# Drew Forbes
Andrew Forbes (Bonne Terre, 18 gennaio 1997) è un giocatore di football americano statunitense che milita nel ruolo di offensive guard per i Cleveland Browns della National Football League (NFL).

## Carriera professionistica

### Cleveland Browns
Frobes fu scelto nel corso del sesto giro (189º assoluto) del Draft NFL 2019 dai Cleveland Browns. Fu inserito in lista infortunati il 1º settembre 2019 per un problema a un ginocchio. Tornò nel roster regolare il 14 dicembre 2019. Forbes debuttò subentrando nella settimana 14 contro i Cincinnati Bengals. La sua stagione da rookie si chiuse con 2 presenze, nessuna delle quali come titolare. Nella stagione 2020 decise di non scendere in campo a causa della pandemia di COVID-19.